# Comocrus behri
Comocrus behri là một loài bướm đêm trong họ Noctuidae.

## Hình ảnh

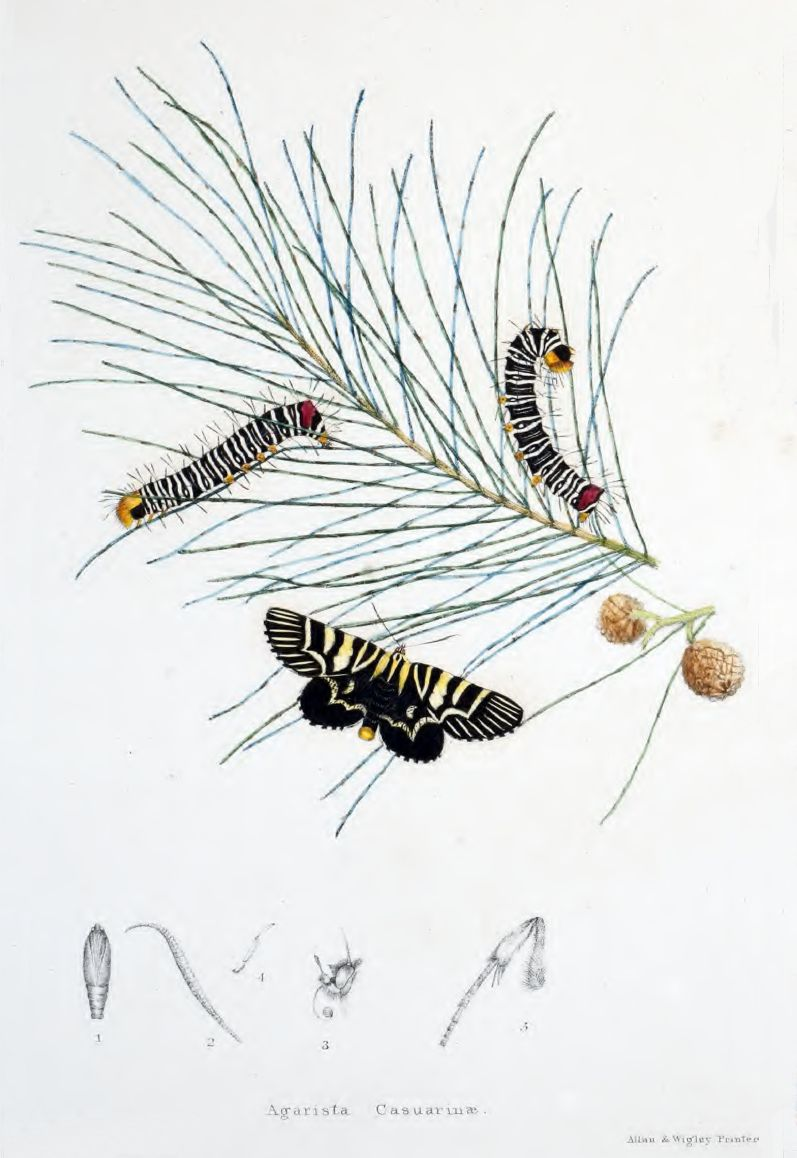